# Erdélyi Irodalmi Társaság
Erdélyi (Magyar) Irodalmi Társaság, rövidítve EIT Bartha Miklós és Petelei István kezdeményezésére 1888-ban alakult Kuun Géza elnökletével Kolozsvárt, célul tűzve ki az erdélyi magyar irodalmi törekvések pártfogását. Megalakulásában nagy szerepet játszott a három évvel korábban létrejövő Erdélyi Magyar Közművelődési Egyesület (EMKE).

## Története, működése
Az elnevezést Petelei István javasolta, s ezt csak 1923-ban változtatták meg, felvéve az Erdélyi Magyar Irodalmi Társaság nevet. 1905-től 1934-ig Dózsa Endre, majd Kemény János az elnöke. Fölépítése akadémikus jellegű volt, legfeljebb 60 tagja lehetett, akik a havonkénti rendszeres fölolvasásokon ismertették munkáikat. Az Erdélyi Irodalmi Társaság, valamint szépirodalmi és kritikai folyóirata, az Erdélyi Lapok (1908-13) Petelei irodalmi felfogásától lemaradva egy eszményítő népnemzeti epigon irodalom táptalaja lett még az első világháborút megelőző időben.
Az Erdélyi Irodalmi Társaság tevékenysége 1918 után szünetelt, az alapszabályok átdolgozása után azonban 1921-ben almanachot adott ki Márki Sándor bevezetőjével, a Petőfi-centenáriumra megszervezte a fehéregyházi emlékünnepséget s kiadta Petőfi összes verseit (Kolozsvár 1923), pályadíjat tűzött ki Erdély történetének megírására (1925) és egyfelvonásos színdarabokra (1926), s a kultuszminisztérium anyagi támogatásával román költőkből magyar műfordítás-antológiát jelentetett meg Bitay Árpád, Kádár Imre és Kristóf György szerkesztésében (1928); érdeme a tudományszervezés terén, hogy az Erdélyi Múzeum-Egyesület működésének szünetelése időszakában megújította és kiadta az Erdélyi Tudományos Füzeteket (1926-29); Arany János emlékezetére színházi ünnepséget rendezett Kolozsvárt (1932), s versenydíjakat tűzött ki a nagyobb erdélyi városok írói közt zajló "irodalmi olimpiászok" győztesei számára. Csak az 1920-as évek közepétől engedett merev akadémizmusából, s több haladó polgári írót tagjává választott. Megpróbálkozott részt vállalni az erdélyi magyar irodalmi és művészeti élet újjászervezéséből is lapja, a Borbély István, majd György Lajos szerkesztésében kiadott Erdélyi Irodalmi Szemle (1924-29) útján.
Újjászervezésére és szellemének felfrissítésére a Helikon íróközösség többször is kísérletet tett, s Kemény János elnökké választása (1937) után a tagállomány is fiatalabbakkal frissült fel, mindez azonban nem járt fordulattal, s az Erdélyi Irodalmi Társaság egészen az 1940-es évekig a kibontakozó új irodalmi áramlatokkal szemben a konzervativizmus bástyája maradt.

## Tagjai betűrendben
- Balogh Endre
- Dózsa Endre
- Gulácsy Irén
- Kemény János
- Kovács Dezső
- Kozma Ferenc
- Kosztolánszky István
- Krimsky Géza
- Lovassy Andor
- Petelei István
- Szentmihályiné Szabó Mária